# دوسر فافيلوفي
الدوسر الفافالوفي (الاسم العلمي: Aegilops vavilovii ) هي نوع نباتي يتبع جنس الدوسر من الفصيلة النجيلية. 

## الموئل والانتشار
موطنه بلاد الشام وتركيا وأرمينيا.

## مرادفات للاسم العلمي
- (باللاتينية: Aegilops crassa subsp. vavilovii Zhuk.)
- (باللاتينية: Gastropyrum vavilovii (Zhuk.) Á. Löve)
- (باللاتينية: Aegilops crassa subsp. vavilovii Zhuk.)
- (باللاتينية: Triticum syriacum Bowden)